# Pasionaria (telenovela)
Pasionaria é uma telenovela venezuelana exibida em 1990 pela Venevisión.

## Elenco
- Catherine Fulop - Barbara Santana de Monteverde
- Fernando Carrillo - Jesus Alberto Tovar Urdaneta
- Andreina Sanchez - Miriam de Tovar
- Elluz Peraza - Elizabeth Montiel
- Henry Galue - Eliseo Monteverde
- Raul Xiques - Ezequiel Santana
- Meche Barba